# Luther Campbell
Luther Roderick Campbell, connu sous les pseudonymes Luke Skyywalker, Uncle Luke ou simplement Luke, né le 22 décembre 1960 à Miami, en Floride, est un rappeur, producteur, entrepreneur et acteur américain. Il est mieux connu comme membre du 2 Live Crew et en tant qu'acteur dans l'émission Luke's Parental Advisory diffusée sur VH1.

## Biographie
Campbell est né à Miami, en Floride, le 22 décembre 1960. Il devient membre des 2 Live Crew, groupe qui publie un premier single (2 Live ou Beat Box).
Il publie sa première chanson, en solo, en 1991, intitulée I Wanna Rock (ou Doo Doo Brown). Le dernier album de Luke, My Life and Freaky Times, est publié en mars 2006 et fait participer Trick Daddy, Petey Pablo, Jacki-O, Pitbull, Dirtbag et Big Tigger, notamment. Les premiers singles sont diffusées à la radio et dans les clubs, et sont inclus dans les compilations Holla At Cha Homeboy, en featuring avec Pitbull et Petey Pablo. Campbell devient populaire également à la fin des années 1980 et au début des années 1990 pour sa collaboration avec les Hurricanes de l'université de Miami.
En 1994, Campbell cofonde Liberty City Optimists, un programme sportif pour les jeunes de banlieue. L'un de ses élèves notables est Devonta Freeman, joueur chez les Florida State Seminoles, rivaux des Hurricanes.

## Discographie

### Albums studio
- 1990 : The Luke LP
- 1992 : I Got Shit on My Mind
- 1993 : In the Nude
- 1994 : Freak for Life
- 1996 : Uncle Luke
- 1997 : Changin' the Game
- 2001 : Somethin' Nasty
- 2006 : My Life and Freaky Times

### Compilations
- 1996 : Greatest Hits
- 2000 : Luke's Freak Fest 2000
- 2002 : Scandalous: The All Star Compilation